# Feliče Orsini
Orso Teobaldo Feliče Orsini (Meldola, 10. decembra 1819 – Pariz, 13. marta 1858) bio je italijanski nacionalistički revolucionar i vođa Karbonara koji je 1858. godine pokušao da izvrši atentat na francuskog cara Napoleona III u događaju znanom kao Orsinijeva afera.
Veliki pobornik Đuzepe Macinija, Orsini je učestvovao u Prvom italijanskom ratu za nezavisnost, nakon kojega je služio kao Macinijijev agent u Švajcarskoj, Mađarskoj i Engleskoj. Nakon hrabrog bega iz austrijskog zatvora u Mantovi 1855. godine, Orsini odlazi u London gde piše dve knjige o svojim poduhvatima – The Austrian Dungeons in Italy (1856) i Memoirs and Adventures of F. Orsini Written by Himself (1857). Oba izdanja bila su popularna među britanskim čitaocima. Orsini se 1857. odvojio od Macinija i u stanju psihičke nestabilnosti, počeo da planira atentat na Napoleona III, nadajući se kako će careva smrt u Francuskoj pokrenuti revoluciju koja će se dalje proširiti na Italiju. Tokom večeri 14. januara 1858, Orsini je s pomoćnicima bacio tri bombe na kočiju Napoleona III i carice Evgenije, ali atentat je bio neuspešan; osmoro ljudi je ubijeno, njih 148 je ranjeno, ali car i carica su prošli bez ozleda.
Orsini je ubrzo uhapšen i giljotiniran u Parizu 13. marta 1858. godine. Za sobom je ostavio testament i dva pisma adresirana Napoleonu III. Ironično, Napoleon III je nedugo nakon Orsinijevog pogubljenja odlučio da formalno podrži ujedinjenje Italije.

## Literatura
- St. John Packe, Michael (1957). The Bombs of Orsini. London.
- Adams, Jad (септембар 2003). „Striking a Blow for Freedom”. History Today.
- Овај чланак укључује текст из публикације која је сада у јавном власништву: Chisholm, Hugh, ур. (1911). „Orsini, Felice”.  (на језику: енглески). 20 (11 изд.). Cambridge University Press. стр. 331.